# Kabalemysteriet
Kabalemysteriet (originaltitel: Kabalmysteriet) er en roman fra 1990 af den norske forfatter Jostein Gaarder.
Her møder man Hans Thomas, som sammen med sin far kører til Athen for at finde sin mor. På turen holder de jævnlige rygepauser for farens skyld og her diskuteres store ting som verdens oprindelse såvel som rumvæseners eksistens. Undervejs på turen møder Hans Thomas en spøjs dværg og modtager en mikroskopisk bog der indeholder en utrolig historie om et skibsforlis og et spil kort. 
Den bliver kaldt "bollebogen", fordi han fik en bolle af en bager og der var bogen i.
Langsomt flettes skæbnerne sammen og på forunderlig vis afsløres 
mysteriet om Hans Thomas' mors pludselige forsvinden bid for bid. 
| Bog | Spire Denne artikel om bøger og tidsskrifter er en spire som bør udbygges. Du er velkommen til at hjælpe Wikipedia ved at udvide den. |